# Асаревичский сельсовет
Асаревичский сельсовет (бел. Асарэвiцкі сельсавет) — упразднённая административная единица на территории Брагинского района Гомельской области Белоруссии.

## История
В 2006 году Асаревичский сельсовет упразднён, его населённые пункты включены в состав Новоиолченского сельсовета.

## Состав
Асаревичский сельсовет включал 3 населённых пункта:
- Асаревичи — деревня
- Вялье — деревня
- Галки — деревня